# Teopista
Teopista – imię żeńskie pochodzenia greckiego, oznaczające "wierząca w Boga". Jego patronką jest św. Teopista, wspominana razem ze śwśw. Eustachym, Agapiuszem i Teopistem.
Teopista imieniny obchodzi 20 września.
Męski odpowiednik: Teopist